# Qazaqstan Prem'er Ligasy 2022
La Qazaqstan Prem'er Ligasy 2022 è stata la 31ª edizione della massima divisione del calcio kazako; è iniziata il 5 marzo 2022 ed è terminata il 6 novembre successivo. Il Tobyl era la squadra campione in carica.

## Stagione

### Novità
Al termine della stagione 2021 sono retrocessi in Birinşi Lïga il Qaisar e il Jetisý. Sono salite dalla Birinşi Lïga Aqsý e Maqtaaral: per entrambe, si tratta dell'esordio assoluto in massima serie.

### Formula
Le 14 squadre partecipanti si affrontano due volte, per un totale di 26 giornate.
La squadra campione del Kazakistan ha il diritto a partecipare alla UEFA Champions League 2023-2024, partendo dal primo turno di qualificazione.

Le squadre classificate al secondo e terzo posto sono ammesse alla UEFA Europa Conference League 2023-2024, partendo dal secondo turno di qualificazione, assieme alla vincitrice della Coppa nazionale. Se la squadra vincitrice della coppa nazionale, ammessa al primo turno di qualificazione della UEFA Europa Conference League 2023-2024, si classifica tra il primo e il terzo posto, l'accesso al primo turno di Conference League va a scalare.

L'ultima e la penultima classificata retrocedono in Birinşi Lïga.

## Squadre partecipanti
| Club              | Stagione | Città      | Stadio                       | Stagione precedente         |
| ----------------- | -------- | ---------- | ---------------------------- | --------------------------- |
| Aqjaıyq           |          | Oral       | Stadio Petr Atoyan           | 9º posto in Prem'er Ligasy  |
| Aqsý              |          | Aksu       | Stadio Centrale (Pavlodar)   | 1º posto in Birinşi Lïga    |
| Aqtöbe            |          | Aqtöbe     | Stadio Centrale              | 6º posto in Prem'er Ligasy  |
| Astana            | dettagli | Nur-Sultan | Astana Arena                 | 2º posto in Prem'er Ligasy  |
| Atyrau            |          | Atyrau     | Stadio Munajšy               | 11º posto in Prem'er Ligasy |
| Kaspıı            |          | Aktau      | Stadio Jas Qanat             | 8º posto in Prem'er Ligasy  |
| Maqtaaral         |          | Atakent    | Turkistan Arena (Turkistan)  | 2º posto in Birinşi Lïga    |
| Ordabasy          |          | Şımkent    | Stadio Qajımuqan Muñaýtpasov | 5º posto in Prem'er Ligasy  |
| Qairat            |          | Almaty     | Stadio Centrale              | 3º posto in Prem'er Ligasy  |
| Qyzyljar          |          | Petropavl  | Stadio Karasay               | 4º posto in Prem'er Ligasy  |
| Shahter Qaraǵandy |          | Karaganda  | Stadio Şaxter                | 7º posto in Prem'er Ligasy  |
| Taraz             |          | Taraz      | Stadio Centrale              | 10º posto in Prem'er Ligasy |
| Tobyl             |          | Qostanay   | Stadio Centrale              | Campione del Kazakistan     |
| Tūran Türkistan   |          | Turkistan  | Turkistan Arena              | 12º posto in Prem'er Ligasy |

## Allenatori e primatisti
| Squadra           | Allenatore | Giocatore più presente (tra parentesi il numero delle presenze)                   | Capocannoniere (tra parentesi il numero dei gol segnati)              |
| ----------------- | --- | --------------------------------------------------------------------------------- | --------------------------------------------------------------------- |
| Aqjaıyq           | Volodymyr Mazjar (1ª-16ª) Igor Picușceac (13ª) Oleg Bejenar (17ª-26ª)                                                            | Luk'a Imnadze, Baýyrjan Omarov, Rafael Sabino, Sergej Šustikov (24)               | Petros Avetisyan, Luk'a Imnadze, Oralhan Ómirtaev, Toma Tabatadze (3) |
| Aqsý              | Ruslan Kostyšyn | Ular Jaqsybaev, Kajrat Žyrgalbek uulu, Erkebulan Tuńǵyshbaev, Mıras Týrlybek (25) | Erkebulan Tuńǵyshbaev (8)                                             |
| Aqtóbe            | Vladimir Muchanov (1ª-8ª) Petr Badlo (9ª) Andreı Karpovıch (10ª-26ª)                                                             | China, Álibek Qasym (25)                                                          | Gerard Gohou, Hugo Vidémont (8)                                       |
| Astana            | Srdjan Blagojević (1ª-19ª) Grıgorıı Babaıan (20ª-26ª)                                                                            | Pedro Eugénio, Kamo Hovhannisyan, Marin Tomasov (23)                              | Pedro Eugénio (18)                                                    |
| Atyraý            | Konstantïn Gorovenko (1ª-16ª) Vyaçeslav Bogatyrev (13ª) Vital' Žukoŭski (17ª-26ª)                                                | Andrija Filipović, Matheus (24)                                                   | Andrija Filipović (13)                                                |
| Kaspıı            | Nikolaj Kostov | Taras Bondarenko, Pavel Kireenko (26)                                             | Ruan (6)                                                              |
| Maqtaaral         | Andreý Ferapontov (1ª-18ª) Konstantïn Gorovenko (19ª-26ª)                                                                        | Ruslan Judzjankoŭ (25)                                                            | Ramazan Kárimov (7)                                                   |
| Ordabasy          | Aljaksandr Sjadnëŭ | Elhan Astanov (25)                                                                | Elhan Astanov, Serge Nyuiadzi (7)                                     |
| Qairat            | Gurban Berdiýew (1ª-12ª) Kirill Keker (13ª-26ª)                                                                                  | João Paulo (26)                                                                   | João Paulo (11)                                                       |
| Qyzyljar          | Andreı Karpovıch (1ª-8ª) Äli Äliev (9ª-26ª)                                                                                      | Miroslav Lobancev (25)                                                            | Jurij Bušman, Elguja Lobjanidze (7)                                   |
| Shahter Qaraǵandy | Magomed Adiev (1ª-9ª) Konstantin Emeljanov (10ª-15ª) Vaxïd Masudov (13ª, 16ª-26ª)                                                | Roger Cañas (24)                                                                  | Roman Mýrtazaev (6)                                                   |
| Taraz             | Nürken Mazbayev (1ª-23ª) Nurmat Mırzabayev (24ª-26ª)                                                                             | Abylaihan Jūmabek, Marat Shahmetov (25)                                           | Abylaihan Jūmabek (8)                                                 |
| Tobyl             | Aleksandr Moskalenko (1ª-11ª) Milan Milanović (12ª-26ª)                                                                          | Igor Sergeyev (26)                                                                | Igor Sergeyev (9)                                                     |
| Turan Turkistan   | Vladimir Gazzaev (1ª-4ª) Qwanış Qabdolov (5ª-11ª) Sergeý Kogaý (12ª-17ª) Aleksandr Kwçma (2ª, 18ª-22ª) Qanat Musatayev (23ª-26ª) | Abdoulaye Diakhaté, Samir Fazli Lev Skvorcov, Eržan Tokotaev (22)                 | Shohan Abzalov (4)                                                    |

## Classifica finale
|                       | Pos. | Squadra           | Pt | G  | V  | N  | P  | GF | GS | DR  |
| --------------------- | ---- | ----------------- | -- | -- | -- | -- | -- | -- | -- | --- |
| Kazakistan (bandiera) | 1.   | Astana            | 53 | 26 | 16 | 5  | 5  | 65 | 24 | +41 |
|                       | 2.   | Aqtöbe            | 52 | 26 | 16 | 4  | 6  | 43 | 28 | +15 |
|                       | 3.   | Tobyl             | 47 | 26 | 14 | 5  | 7  | 46 | 33 | +13 |
|                       | 4.   | Qairat            | 42 | 26 | 12 | 6  | 8  | 34 | 36 | -2  |
|                       | 5.   | Ordabasy          | 38 | 26 | 11 | 5  | 10 | 36 | 39 | -3  |
|                       | 6.   | Aqsý              | 36 | 26 | 11 | 3  | 12 | 32 | 37 | -7  |
|                       | 7.   | Shahter Qaraǵandy | 32 | 26 | 9  | 5  | 12 | 34 | 35 | -1  |
|                       | 8.   | Maqtaaral         | 31 | 26 | 8  | 7  | 11 | 28 | 38 | -10 |
|                       | 9.   | Kaspıı            | 31 | 26 | 9  | 4  | 13 | 26 | 42 | -16 |
|                       | 10.  | Qyzyljar          | 30 | 26 | 7  | 9  | 10 | 33 | 32 | +1  |
|                       | 11.  | Atyrau            | 29 | 26 | 7  | 8  | 11 | 30 | 39 | -9  |
|                       | 12.  | Taraz             | 28 | 26 | 6  | 10 | 10 | 27 | 29 | -2  |
|                       | 13.  | Tūran Türkistan   | 28 | 26 | 6  | 10 | 10 | 25 | 35 | -10 |
|                       | 14.  | Aqjaıyq           | 25 | 26 | 6  | 7  | 13 | 19 | 31 | -12 |

Legenda:
      Campione del Kazakistan e ammessa alla UEFA Champions League 2023-2024
      Ammesse alla UEFA Conference League 2023-2024
      Retrocesse in Birinşi Lïga 2023
Note:
Tre punti a vittoria, uno a pareggio, zero a sconfitta.
In caso di arrivo di due o più squadre a pari punti, la graduatoria verrà stilata secondo la classifica avulsa tra le squadre interessate.

## Risultati

### Tabellone
|                   | Aqj  | Aqs  | Aqt  | Ast  | Aty  | Kas  | Maq  | Ord  | Qai  | Qyz  | Sha  | Tar  | Tob  | Tur  |
| ----------------- | ---- | ---- | ---- | ---- | ---- | ---- | ---- | ---- | ---- | ---- | ---- | ---- | ---- | ---- |
| Aqjaıyq           | –––– | 0-1  | 3-1  | 1-0  | 4-2  | 2-0  | 0-0  | 0-1  | 0-0  | 2-2  | 1-2  | 0-0  | 1-3  | 1-1  |
| Aqsý              | 1-0  | –––– | 1-2  | 1-0  | 2-1  | 2-0  | 4-2  | 2-2  | 1-2  | 1-0  | 1-1  | 1-2  | 3-0  | 2-0  |
| Aqtóbe            | 2-1  | 1-0  | –––– | 4-1  | 2-1  | 4-0  | 1-0  | 3-1  | 4-1  | 1-0  | 1-1  | 1-0  | 2-1  | 3-2  |
| Astana            | 4-0  | 5-0  | 1-0  | –––– | 5-1  | 4-0  | 4-0  | 6-0  | 6-0  | 1-0  | 0-3  | 2-1  | 1-2  | 3-3  |
| Atyraý            | 0-1  | 0-0  | 0-2  | 1-1  | –––– | 3-2  | 2-1  | 2-1  | 1-2  | 3-3  | 2-2  | 0-0  | 2-1  | 0-2  |
| Kaspıı            | 0-0  | 1-0  | 2-0  | 0-3  | 2-1  | –––– | 2-4  | 2-1  | 2-2  | 1-0  | 4-0  | 2-1  | 0-0  | 0-2  |
| Maqtaaral         | 1-0  | 2-1  | 1-1  | 0-3  | 1-1  | 2-1  | –––– | 0-0  | 0-1  | 1-1  | 0-2  | 0-1  | 2-1  | 2-0  |
| Ordabasy          | 2-0  | 3-0  | 2-2  | 1-2  | 2-0  | 4-1  | 1-1  | –––– | 2-1  | 3-1  | 1-0  | 3-2  | 3-1  | 1-2  |
| Qairat            | 2-0  | 2-0  | 2-0  | 0-4  | 0-3  | 1-0  | 1-0  | 1-2  | –––– | 1-1  | 2-0  | 1-1  | 2-3  | 0-1  |
| Qyzyljar          | 2-0  | 2-1  | 1-1  | 0-2  | 3-1  | 4-1  | 1-1  | 4-0  | 1-2  | –––– | 0-1  | 1-1  | 1-3  | 3-1  |
| Shahter Qaraǵandy | 0-1  | 4-2  | 2-3  | 2-3  | 0-0  | 0-1  | 5-1  | 1-0  | 0-2  | 1-2  | –––– | 1-0  | 4-1  | 0-0  |
| Taraz             | 2-0  | 3-4  | 3-0  | 1-1  | 0-1  | 1-1  | 0-1  | 1-0  | 1-1  | 0-0  | 2-1  | –––– | 0-2  | 2-3  |
| Tobyl             | 1-0  | 2-0  | 1-0  | 1-1  | 0-2  | 1-0  | 4-2  | 4-0  | 2-2  | 2-0  | 3-1  | 2-2  | –––– | 3-0  |
| Turan Turkistan   | 1-1  | 0-1  | 0-2  | 2-2  | 0-0  | 0-1  | 0-3  | 0-0  | 1-3  | 0-0  | 2-0  | 0-0  | 2-2  | –––– |

## Statistiche

### Squadre

#### Capoliste solitarie
|    | —— | —— | —— | ——     | —— | ——     | ——     | ——     | ——     | ——  | ——  | ——     | ——     | ——  | ——     | ——     | ——     | ——     | ——     | ——     | ——     | ——     | ——     | ——     | ——     | —— |  |
|    |    |    |    | Qairat |    | Kaspıı | Kaspıı | Kaspıı | Kaspıı | Tar | Kas | Astana | Astana |     | Aqtóbe | Aqtóbe | Aqtóbe | Aqtóbe | Aqtóbe | Aqtóbe | Aqtóbe | Aqtóbe | Aqtóbe | Astana | Astana |    |  |
|    |    |    |    |        |    |        |        |        |        |     |     |        |        |     |        |        |        |        |        |        |        |        |        |        |        |    |  |
|    |    |    |    |        |    |        |        |        |        |     |     |        |        |     |        |        |        |        |        |        |        |        |        |        |        |    |  |
| 1ª | 2ª | 3ª | 4ª | 5ª     | 6ª | 7ª     | 8ª     | 9ª     | 10ª    | 11ª | 12ª | 13ª    | 14ª    | 15ª | 16ª    | 17ª    | 18ª    | 19ª    | 20ª    | 21ª    | 22ª    | 23ª    | 24ª    | 25ª    | 26ª    |    |  |

### Individuali

#### Classifica marcatori
| Gol |  |  | Giocatore             | Squadra                            |
| --- |  |  | --------------------- | ---------------------------------- |
| 18  |  |  | Pedro Eugénio         | Astana                             |
| 15  |  |  | Marin Tomasov         | Astana                             |
| 13  |  |  | Andrija Filipović     | Atyraý                             |
| 11  |  |  | João Paulo            | Qairat                             |
| 9   |  |  | Abat Aýımbetov        | Astana                             |
| 9   |  |  | Tımýr Dosmagambetov   | Shahter Qaraǵandy (5) / Astana (4) |
| 9   |  |  | Igor Sergeyev         | Tobyl                              |
| 8   |  |  | Gerard Gohou          | Aqtóbe                             |
| 8   |  |  | Abylaihan Jūmabek     | Taraz                              |
| 8   |  |  | Asqat Tağıbergen      | Tobyl                              |
| 8   |  |  | Artýr Shýshenachev    | Qaırat                             |
| 8   |  |  | Erkebulan Tuńǵyshbaev | Aqsý                               |
| 8   |  |  | Hugo Vidémont         | Aqtóbe                             |
| 7   |  |  | Elhan Astanov         | Ordabasy                           |
| 7   |  |  | Jurij Bušman          | Qyzyljar                           |
| 7   |  |  | Ramazan Kárimov       | Maqtaaral                          |
| 7   |  |  | Elguja Lobjanidze     | Qyzyljar                           |
| 7   |  |  | Serge Nyuiadzi        | Ordabasy                           |
| 7   |  |  | Álibek Qasym          | Aqtóbe                             |